# Rivolta di Pisa
La rivolta di Pisa fu una rivolta popolare avvenuta a Pisa il 9 novembre 1494. Con tale evento nacque la Seconda Repubblica Pisana.

## Premessa
Nel 1494 il sovrano francese Carlo VIII giunse in Italia per sottomettere il Meridione. Con tale scopo, il re tentò di farsi degli alleati nella penisola. Sabato 8 novembre, arrivò a Pisa e si stanziò nel Palazzo dei Medici. Il giorno seguente si recò al Duomo per partecipare alla messa domenicale e lì venne accolto dalla folla che incitava alla libertà. Nella stessa data Carlo VIII incontrò l'ambasciatore pisano Simon Francesco Orlandi, quest'ultimo rischiando la propria vita denunciò l'oppressione dei fiorentini verso il suo popolo. La reazione del re e della sua corte si dimostrò positiva.

## La rivolta
Dopo l'incontro tra Simon Francesco e Carlo VIII, il popolo era convinto dell'appoggio dei francesi e di conseguenza imbracciò le armi sfidando la Repubblica di Firenze. Dopo poche ore le autorità fiorentine furono costrette alla fuga e nacque la Seconda Repubblica Pisana (1494-1509).